# 熱海町 (福島県)
熱海町（あたみまち）は、郡山市の地名。かつては安積郡に属する町であった。
このページでは、合併前の熱海町と合併後の郡山市熱海町地区の両方を併載する。

## 概要
郡山市の奥座敷磐梯熱海温泉を有する地域である。熱海という地名は、奥州合戦の後にこの地の領主になった、源頼朝の家臣伊東祐長の出身地である伊豆の静岡県熱海市から由来している。町内に所在する「上伊豆島」・「下伊豆島」などの地名もこの由来から命名されている。

## 地理
現在の郡山市の北西部に位置する。
- 河川：五百川
- 山：安達太良山、額取山

## 歴史
- 1889年（明治22年）4月1日 - 町村制施行に伴い、安達郡玉川村・高玉村・石筵村・中山村が合併し、安達郡高川村（たかがわむら）が発足。
- 1898年（明治31年）7月26日 - 岩越鉄道（現在の磐越西線）が開業。
- 1940年（昭和15年）4月1日 - 安達郡高川村が町制施行・改称し熱海町となる。
- 1953年（昭和28年）5月18日 - 国道115号（現在の国道49号）が制定。
- 1954年（昭和29年）
  - 2月1日 - 安達郡から安積郡へ移行した。
  - 9月1日 - 熱海町と丸守村が合併し熱海町が発足。
- 1965年（昭和40年）5月1日 - 郡山市が熱海町を含む安積郡全町村・田村郡田村町と新設合併を行ったことで郡山市の一部となる。これにより地方自治体としての熱海町が消滅。

### 行政区域変遷
- 変遷の年表

| 熱海町町域の変遷（年表） | 熱海町町域の変遷（年表） | 熱海町町域の変遷（年表） |
| 年                       | 月日                     | 旧熱海町町域に関連する行政区域変遷 |
| ------------------------ | ------------------------ | --- |
| 1889年（明治22年）       | 4月1日                   | 町村制施行に伴い、以下の村がそれぞれ発足。 - 高川村 ← 中山村・石筵村・高玉村・玉川村 - 丸守村 ← 下伊豆島村・上伊豆島村・安子島村・長橋村              |
| 1940年（昭和15年）       | 4月1日                   | 高川村が町制施行・改称し熱海町となる。 |
| 1954年（昭和29年）       | 2月1日                   | 熱海町は安積郡に移行。安積郡熱海町になる。 |
| 1954年（昭和29年）       | 9月1日                   | 熱海町・丸守村が合併し熱海町が発足。 |
| 1965年（昭和40年）       | 5月1日                   | 熱海町は郡山市と安積郡富久山町・日和田町・安積町・喜久田村・逢瀬村・片平村・ 三穂田村・湖南村と田村郡田村町とともに合併し郡山市が発足。熱海町は消滅。 |

- 市制・町村制以前の変遷表

| 市制町村制以前の熱海町町域の変遷表 | 市制町村制以前の熱海町町域の変遷表 | 市制町村制以前の熱海町町域の変遷表 | 市制町村制以前の熱海町町域の変遷表 | 市制町村制以前の熱海町町域の変遷表 | 市制町村制以前の熱海町町域の変遷表 |
| 1868年 以前                        | 1868年 以前                        | 1868年 以前                        | 明治元年 - 明治22年                | 明治元年 - 明治22年                | 明治22年 4月1日                    |
| ---------------------------------- | ---------------------------------- | ---------------------------------- | ---------------------------------- | ---------------------------------- | ---------------------------------- |
| 安達郡                             |                                    | 中山村                             | 中山村                             | 中山村                             | 高川村                             |
| 安達郡                             | 石筵村                             |                                    |                                    |                                    | 高川村                             |
| 安達郡                             | 高玉村                             |                                    |                                    |                                    | 高川村                             |
| 安達郡                             |                                    | 横川村                             | 明治9年 玉川村                     | 明治9年 玉川村                     | 高川村                             |
| 安達郡                             | 青木葉村                           |                                    |                                    |                                    | 高川村                             |
| 安積郡                             |                                    | 下伊豆島村                         | 明治9年 喜久田村の一部             | 明治12年 下伊豆島村                | 丸守村                             |
| 安積郡                             |                                    | 上伊豆島村                         | 明治9年 丸守村の一部               | 明治12年 上伊豆島村                | 丸守村                             |
| 安積郡                             |                                    | 安子島村                           | 明治9年 丸守村の一部               | 明治12年 安子島村                  | 丸守村                             |
| 安積郡                             |                                    | 長橋村                             | 明治9年 丸守村の一部               | 明治12年 長橋村                    | 丸守村                             |
| 安積郡                             | 明治9年 菱形村の一部               | 長橋村                             |                                    | 明治12年 長橋村                    | 丸守村                             |

- 市制・町村制以後の変遷表

| 市制・町村制以後の熱海町町域の変遷表 | 市制・町村制以後の熱海町町域の変遷表 | 市制・町村制以後の熱海町町域の変遷表 | 市制・町村制以後の熱海町町域の変遷表 | 市制・町村制以後の熱海町町域の変遷表 | 市制・町村制以後の熱海町町域の変遷表 | 市制・町村制以後の熱海町町域の変遷表 | 市制・町村制以後の熱海町町域の変遷表 | 市制・町村制以後の熱海町町域の変遷表 | 市制・町村制以後の熱海町町域の変遷表 |
| 1889年 以前                          | 1889年 以前                          | 1889年 以前                          | 明治22年 4月1日                      | 明治22年 - 昭和19年                  | 昭和20年 - 昭和64年                  | 昭和20年 - 昭和64年                  | 昭和20年 - 昭和64年                  | 平成元年 - 現在                      | 現在                                 |
| ------------------------------------ | ------------------------------------ | ------------------------------------ | ------------------------------------ | ------------------------------------ | ------------------------------------ | ------------------------------------ | ------------------------------------ | ------------------------------------ | ------------------------------------ |
| 安達郡                               |                                      | 中山村                               | 高川村                               | 昭和15年4月1日 熱海町に 町制改称     | 昭和29年2月1日 安積郡に移行          | 昭和29年9月1日 熱海町                | 昭和40年5月1日 郡山市                | 郡山市                               | 郡山市                               |
| 安達郡                               | 石筵村                               |                                      | 高川村                               | 昭和15年4月1日 熱海町に 町制改称     | 昭和29年2月1日 安積郡に移行          | 昭和29年9月1日 熱海町                | 昭和40年5月1日 郡山市                | 郡山市                               | 郡山市                               |
| 安達郡                               | 高玉村                               |                                      | 高川村                               | 昭和15年4月1日 熱海町に 町制改称     | 昭和29年2月1日 安積郡に移行          | 昭和29年9月1日 熱海町                | 昭和40年5月1日 郡山市                | 郡山市                               | 郡山市                               |
| 安達郡                               | 玉川村                               |                                      | 高川村                               | 昭和15年4月1日 熱海町に 町制改称     | 昭和29年2月1日 安積郡に移行          | 昭和29年9月1日 熱海町                | 昭和40年5月1日 郡山市                | 郡山市                               | 郡山市                               |
| 安積郡                               |                                      | 下伊豆島村                           | 丸守村                               | 丸守村                               | 丸守村                               | 昭和29年9月1日 熱海町                | 昭和40年5月1日 郡山市                | 郡山市                               | 郡山市                               |
| 安積郡                               | 上伊豆島村                           |                                      | 丸守村                               | 丸守村                               | 丸守村                               | 昭和29年9月1日 熱海町                | 昭和40年5月1日 郡山市                | 郡山市                               | 郡山市                               |
| 安積郡                               | 安子島村                             |                                      | 丸守村                               | 丸守村                               | 丸守村                               | 昭和29年9月1日 熱海町                | 昭和40年5月1日 郡山市                | 郡山市                               | 郡山市                               |
| 安積郡                               | 長橋村                               |                                      | 丸守村                               | 丸守村                               | 丸守村                               | 昭和29年9月1日 熱海町                | 昭和40年5月1日 郡山市                | 郡山市                               | 郡山市                               |

## 行政

### 県管轄の機関
- 郡山北警察署熱海駐在所

### 市管轄の機関
- 熱海行政センター
- 郡山地方広域消防組合 郡山消防署熱海分署
- 磐梯熱海アイスアリーナ
- 磐梯熱海スポーツパーク
- 郡山市水道局熱海浄水場

## 交通

### 鉄道
- 日本国有鉄道（ → 東日本旅客鉄道）
  - ■磐越西線
    - 安子ケ島駅 - 磐梯熱海駅 - 中山宿駅

### 路線バス
- 郡山市街地方面へは福島交通により、湖南町方面へは会津バスにより運行されている。
- 本宮市方面へは、太田熱海病院より本宮市営バスの便もある[3]。

### 道路
- 高速道路
  - 磐越自動車道：磐梯熱海インターチェンジ
- 一般国道
  - 国道49号
    - 熱海バイパス
- 県道
  - 福島県道8号本宮熱海線
  - 福島県道24号中の沢熱海線
  - 福島県道29号長沼喜久田線
  - 福島県道146号石筵本宮線
  - 福島県道199号安子ヶ島停車場線
  - 福島県道200号磐梯熱海停車場線

## 産業

### 農業
- 安子ヶ島・上伊豆島・下伊豆島のエリアでは安積疏水の灌漑を受けた稲作が盛んである。山間部の石筵エリアでは酪農が盛んである。

### 工業
- 郡山西部第一工業団地

### 商業
- 磐梯熱海温泉があるため、観光関連事業が盛んである。

## 医療機関
- 太田熱海病院

## 教育
小学校
- 郡山市立熱海小学校
  - 石莚分校
- 郡山市立安子島小学校
- 郡山市立上伊豆島小学校

中学校
- 郡山市立熱海中学校
  - 1970年（昭和45年）に郡山市立丸守中学校を統合した。

## 名所・旧跡・観光スポット・祭事・催事
- 銚子ケ滝（日本の滝百選）
- 母成グリーンライン
- 磐梯熱海温泉
- 磐梯熱海穴守稲荷神社
- ほっとあたみ
- 郡山ユラックス熱海
- 磐梯熱海アイスアリーナ
- 磐梯熱海スポーツパーク
- 日本きもの文化美術館
- 丸守発電所
- 高玉金山（休業中）
- 郡山石筵ふれあい牧場

### 祭事
- 1月 湯泉神社元朝参り（元日、甘酒のふるまいなど）
- 6月 ふくしま太鼓フェスティバル
- 8月 磐梯熱海温泉萩姫まつり（8月9日、10日開催、縁日、温泉感謝祭、献湯祭、めっけ市、萩姫万灯パレードなど）
- 10月 大鏑神社例大祭（神楽の奉納や神輿渡御など）
- 10月 牧場まつり（郡山石筵ふれあい牧場内）
- 10月 CYCLE AID JAPAN in 郡山 ツール・ド・猪苗代湖
- 11月 駅前足湯イルミネーション
- 12月 磐梯熱海温泉つるりんこ祭（12月初旬、郡山スケート場などで開催、氷上綱引大会やスケート体験教室など）